# 肉体は正直なEROS
「肉体は正直なEROS」（にくたいはしょうじきなエロス）は、当時ハロー!プロジェクトに属していたメロン記念日の14thシングル。 2005年2月9日に発売された。

## 内容
メロン記念日のメジャー・デビューから5年間、プロデュースを手掛けたつんく♂の最後の作品。

## 収録曲
作詞：つんく
1. 肉体は正直なEROS
  - 作曲：つんく　編曲：湯浅公一
2. ほとんどがあなたです。
  - 作曲：はたけ　編曲：小西貴雄
3. 肉体は正直なEROS（Instrumental）

## 参加ミュージシャン
肉体は正直なEROS
- プログラミング＆ギター：湯浅公一
- コーラス：竹内浩明

ほとんどがあなたです。
- プログラミング：小西貴雄
- ギター：朝井泰生
- コーラス：竹内浩明